# Zero Wing
Zero Wing (ゼロウィング) é um jogo de arcade de shoot 'em up que foi desenvolvido pela Toaplan e publicado pela Taito em 1989. Semelhante a outros jogos do gênero da época, Zero Wing não possui enredo desenvolvido, além de ter sido estabelecido que o jogador controla um herói solitário que salvará o universo de uma força maléfica. Contudo, o jogo foi bem sucedido nos fliperamas e foi subsequentemente convertido para o console Mega Drive pela Toaplan, em 31 de maio de 1991 no Japão, e pela Sega durante o mesmo ano na Europa, seguido de um lançamento para TurboGrafx-16 pela Naxat Soft em 18 de setembro de 1992, somente no Japão, e o jogo possui um meme quando o Cats diz All your base are belong to us